# ORP Darłowo
ORP „Darłowo” – okręt polskiej Marynarki Wojennej, kuter rakietowy radzieckiego projektu 205 (według nomenklatury NATO: typ Osa I). Nosił numer burtowy 430.

## Historia
Został zbudowany w Stoczni Rzecznej w Rybińsku na terenie byłego Związku Socjalistycznych Republik Radzieckich. Był dziesiątym z trzynastu okrętów tego typu w Polsce. Do służby wszedł 20 stycznia 1972 roku. Miał numer burtowy 430, a imię nosił od miasta Darłowa. Znajdował się kolejno w składzie 2 dywizjonu Kutrów Rakietowo-Torpedowych, 1 dywizjonu Kutrów Rakietowo-Torpedowych, 1 dywizjonu Okrętów Rakietowych i 31 dywizjonu Okrętów Rakietowych w 3 Flotylli Okrętów w Gdyni. W czerwcu 1975 roku okręt wziął udział w ćwiczeniach o kryptonimie Posejdon-75. W dniach 4–26 maja 1983 roku okręt wziął udział w wielkich ćwiczeniach sił Marynarki Wojennej o kryptonimie Reda-83. Został skreślony z listy floty 31 stycznia 2003 roku, a ostatni raz opuścił banderę 7 lutego 2003 roku. 
W polskiej służbie przebył 57 292 mil morskich i wystrzelono z niego 19 rakiet P-15/P-15U. 
Dowódcy okrętu:
- Kpt.mar. Henryk Grunert (20.01.1972 – 20.08.1973)
- Por. mar. Eugeniusz Nawrot (20.08.1973 – 07.01.1976)
- Por. mar. Maciej Węglewski (07.01.1976 – 26.08.1978)
- Por. mar. inż. Grzegorz Wlazło (26.08.1978 – 29.06.1980)
- Por. mar. inż. Zbigniew Gromnicki (29.06.1980 – 05.03.1983)
- Por. mar. inż. Edward Lipowski (05.03.1983 – 11.09.1984)
- Por. mar. inż. Grzegorz Zając (11.09.1984 – 25.08.1987)
- Por. mar. inż. Piotr Cucjew (25.08.1987 – 01.01.1990)
- Por. mar. inż. Jacek Toborek (01.01.1990 – 13.06.1991)
- Por. mar. inż. Grzegorz Dziatlik (13.06.1991 – 04.07.1997)
- Por. mar. mgr inż. Robert Kościelniak (04.07.1997 – 07.07.2003)

## Dane taktyczno-techniczne
- Wyporność standardowa: 171 t
- Długość: 38,5 m
- Szerokość: 7,6 m
- Prędkość maksymalna: 40 w
- Zasięg: 800 Mm
- Autonomiczność: 5 dób
- Wielkość załogi: 30 osób

## Uzbrojenie
- 4x1 wyrzutnie przeciwokrętowych kierowanych pocisków rakietowych P-15 Termit (według nomenklatury NATO: SS-N-2A Styx)
- 1x4 wyrzutnia przeciwlotniczych kierowanych pocisków rakietowych Strzała-2M (według nomenklatury NATO: SA-N-5 Grail)
- 2x2 armaty morskie kalibru 30 mm AK-230